# 石宝寨

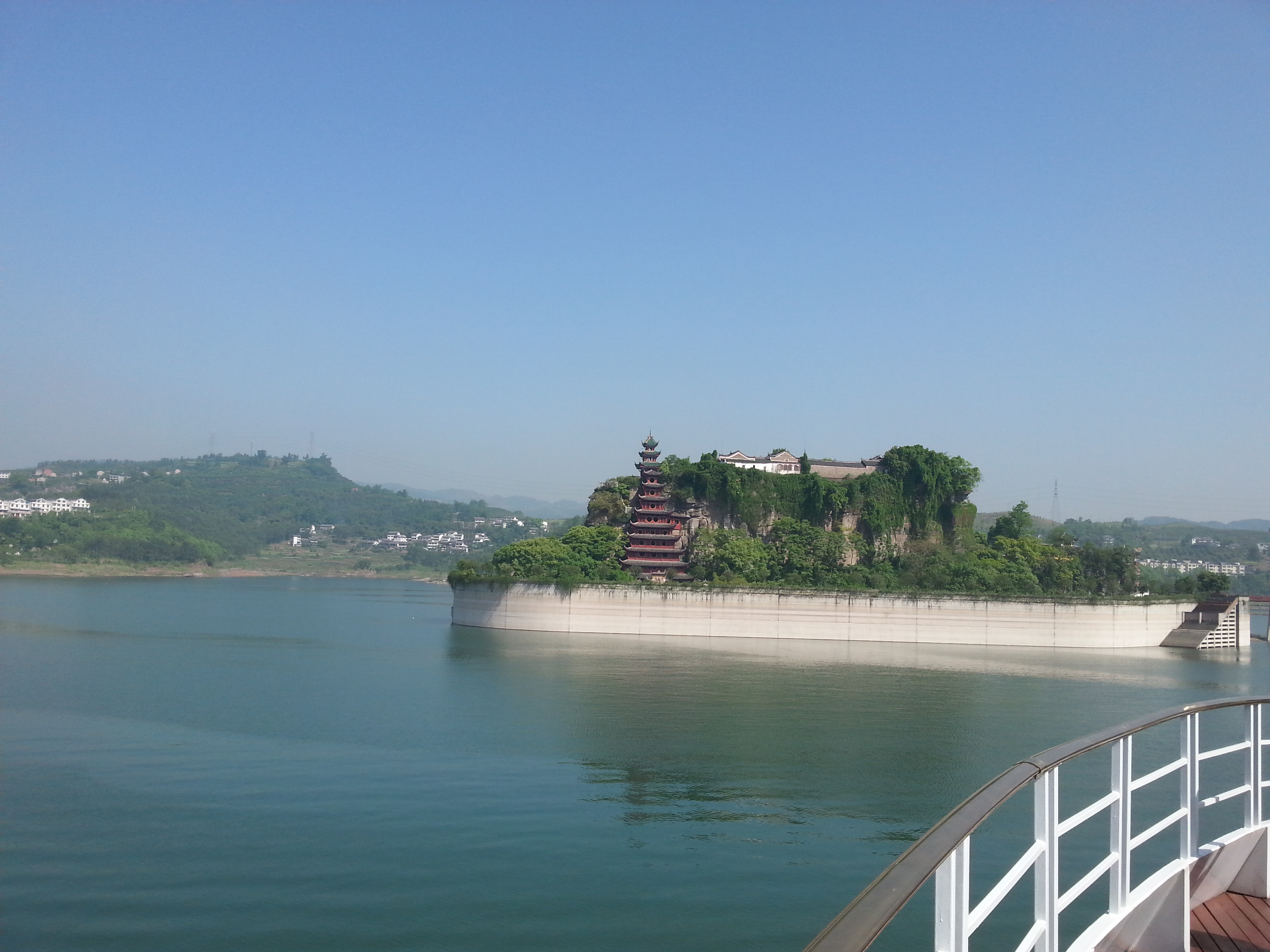

石宝寨位于重庆市忠县石宝镇长江北岸边，距忠县县城45千米。此处临江有高十多丈，陡壁孤峰拔起的巨石，属丹霞地貌。

## 历史
相传此石为女娲补天所遗的一尊五彩石，故称“石宝”，因形如玉印，又名“玉印山”。明朝末年，谭宏暴動，自称武陵王，占山为寨，石宝寨因此得名。

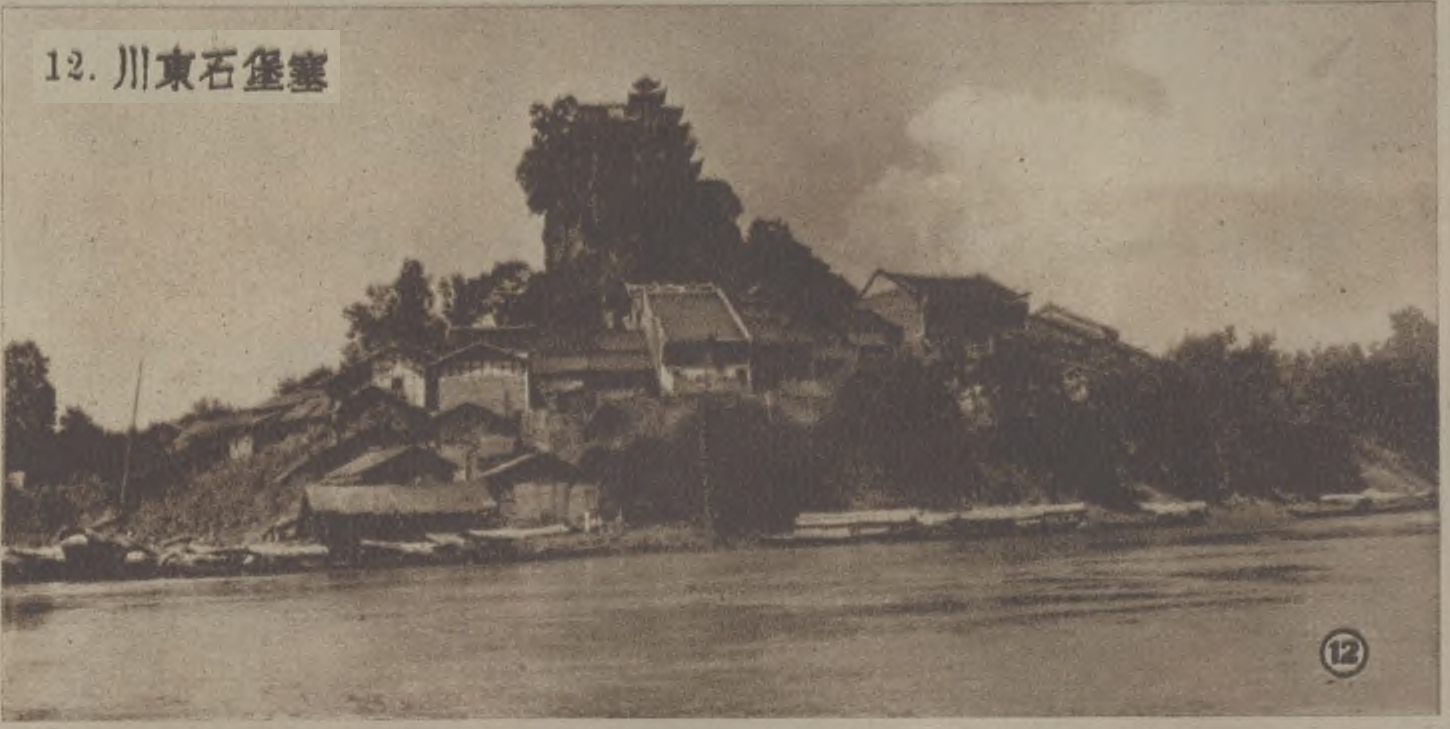
1935年

2001年6月25日公佈為第五批全國重點文物保護單位。
清乾隆初年，借助架于石壁上的铁索在山顶修建了一座寺庙，嘉庆年间依山取势修建九层楼阁，1956年又加以修建改为12层。石宝寨塔楼倚玉印山修建，整个建筑由寨门、寨身、阁楼组成，共12层，高56米，全系木质结构。